# Городецький Тарас Йосипович
Тарас Йосипович Городецький (28 серпня 1964, Червоноград — † 21 вересня 2006, Львів) — український писанкар.

## Життєпис
Народився в українській родині, батько — колишній розвідник УПА, був засуджений на 25 років таборів Казахстану та Воркути.
Середню школу в Червонограді закінчив із золотою медаллю. Фах інженера–будівельника здобув у «Львівській Політехніці». Писанкою захопився наприкінці 1980–х років. Осягнув цей вид народного мистецтва настільки, що за якихось 10 років став одним з найавторитетніших, найшанованіших майстрів–писанкарів не лише в Україні, а й у цілому світі. Музейні працівники і приватні колекціонери США, Німеччини, Чехії, Польщі, Росії прагнули додати до своїх збірок роботи Тараса Городецького. Палітра його творчості надзвичайно широка: давні народні символи гармонійному поєднанні, використання трипільської символіки, сокальські і космацькі мотиви. У творчому виконанні Тараса Городецького вони були неперевершені. Композиційна вишуканість, надзвичайно багатий рисунок і колористика, найдосконаліша техніка виконання — ці мініатюрні художні шедеври вирізняються з-поміж усіх інших.
Учасник І і ІІ Міжнародного з'їзду писанкарів, член журі І Міжнародного конкурсу дитячої писанки (Івано–Франківськ, 1996 р.).
Помер 21 вересня 2006 р. у Львові, похований у Червонограді.

## Відзнаки і пам'ять
Згідно із рішенням сесії Червоноградської міської ради № 318 від 04.10.2012 р. нагороджений званням «Почесний громадянин міста Червонограда».
Міський музей «Світлиця-музей Тараса Городецького» було засновано у 2014 році в місті Червоноград (нині Шептицький) з нагоди 50-річчя від дня народження майстра.